# اسپری مو (فیلم ۲۰۰۷)
اسپری مو (به انگلیسی: Hairspray) فیلمی است موزیکال محصول سال ۲۰۰۷ به کارگردانی آدام شنکمن. این فیلم در تاریخ ۲۰ ژوئیه ۲۰۰۷ در ایالات متحده آمریکا، کانادا و بریتانیا به نمایش درآمد. این فیلم اقتباسی است از یک نمایش موزیکال محصول سال ۲۰۰۲ به همین نام، که خود آن نمایش نیز بر اساس فیلم کمدی جان واترز به همین نام محصول ۱۹۸۸، ساخته شده بود. این فیلم در گلدن گلوب ۲۰۰۸ نامزد سه گلدن گلوب بهترین فیلم کمدی یا موزیکال،بهترین بازیگر نقش اول زن فیلم کمدی یا موزیکال و بهترین بازیگر نقش مکمل مرد شد ولی در کسب این جوایز ناکام بود.